# Anna Hondert Theunen

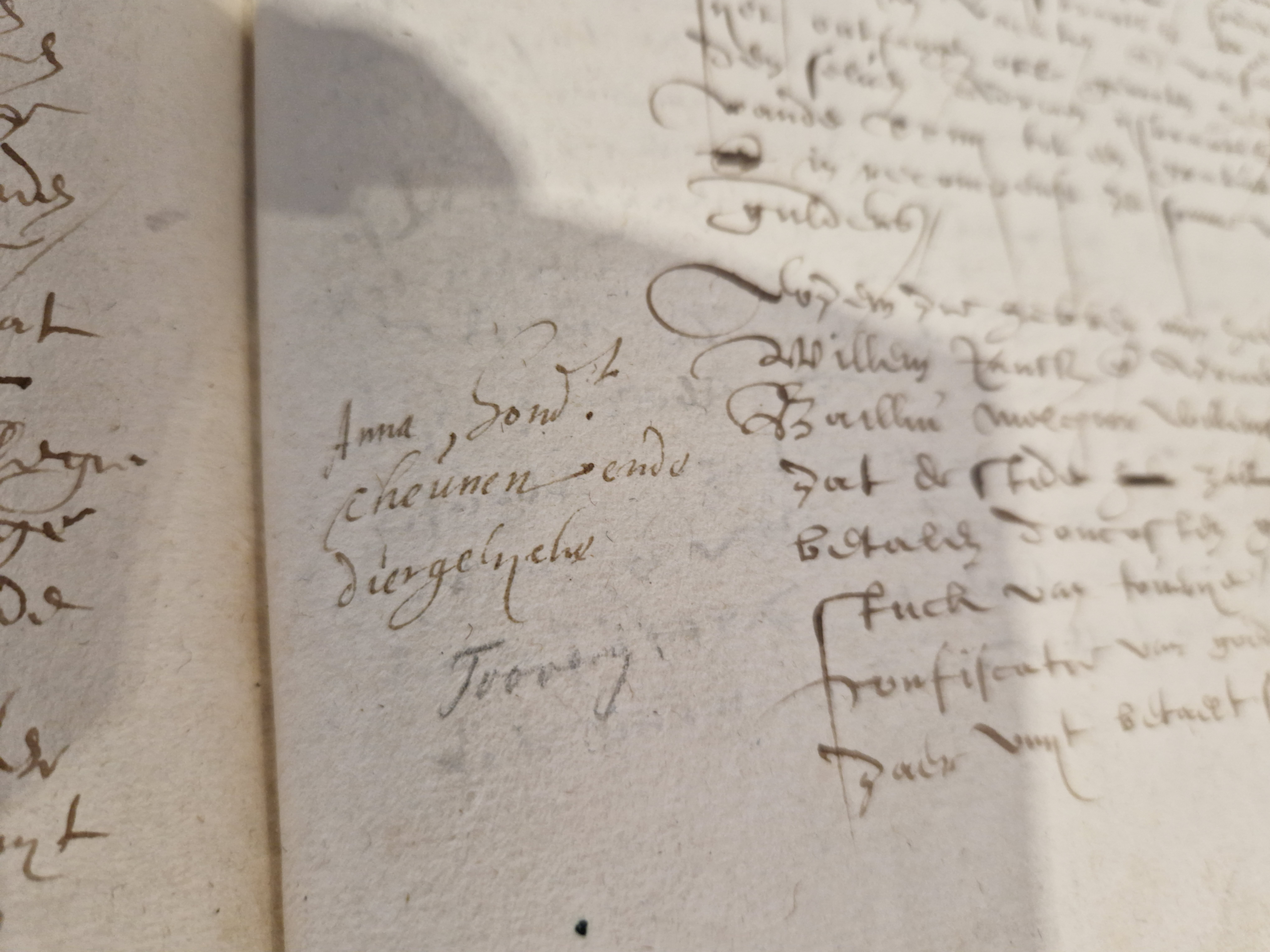

Anna Hondert Theunen (overleden in november 1592, Schiedam) wordt 2 maanden na Neeltgen Andries en Marytje Arendsdr gearresteerd op verdenking van kwade toverij. Theunen zal ruim anderhalf jaar lang gevangen zitten in Schiedam. En een korte periode in de Gevangenpoort in Den Haag.

## Verdenking van toverij
We weten niet zoveel over Theunen. Haar naam komt voor het eerst voor in het Gemeentearchief van Schiedam op 29-06-1580 als Heijndrick Gleijnszn. zijn huis en erf aan het Land van Belofte als onderpand geeft voor een lening. Daarin wordt beschreven dat Theunen met haar huis en erf ten oosten van hem woont aan het Land van Belofte. 
In het archiefstuk "Register van certificatien en akten" uit het Gemeentearchief Schiedam is een notitie van 28 januari 1591 waarin de burgemeester en schepenen van Schiedam aangeven de kosten voor de toverijprocessen op zich te nemen. In de kantlijn staat de naam Theunen geschreven. “Theunen en de diergelijke”.
Theunen is al twee maanden in het vizier van baljuw Melchior Willemszn. van Welhouck als zij op 28 maart 1591 gearresteerd wordt op verdenking van toverij en gevangengezet wordt met Bay Buyes en Anna Claasdr. in het Stadhuis van Schiedam.
28 maart 1591
" In deliberatie geleijt zijnde bij mijn heren de baljuw, burgemeesters, ende alle de schepenen d’ informatie bij de voorsijde baljuw  genomen op ende tegende den persoon van Anne Hondert Theunen van dat zij ofte haeren schijn op luyden gisteren ende eergisteren de dogter van maertgen Reynen na kuyt maertgen cornelisdr verscheenen ende gequelt heeft (…) geresolveert dat de beljuw voornomede  de voorsijde anne hondert theunen sou haesten ende behendig enichsins mogelijkcen zal zijn in apprehensen ende hechtenis nemen zal ".
Volgens getuigenverklaringen zou Theunen meegeholpen hebben met het ziek toveren van het overbuurmeisje van Marytje Arendsdr. Daarnaast zou Theunen samen met Marytje Arendsdr., Neeltgen Andries en Anna Claasdr. op het Broertjesveld gedanst hebben met Duivels in mensenschijn. Niet zichtbaar voor de omstanders door een kruid wat door de duivel zelf was gegeven.

## Naar de Gevangenpoort in Den Haag
In april 1591 wordt Theunen van Schiedam naar Den Haag vervoerd. Ze wordt ondervraagd door het Hof van Holland in de purge-zaak van Neeltgen Andries en Marytje Arendsdr. Tijdens haar verhoren in Schiedam heeft ze de namen van Neeltje Andries en Marytje Arendsdr. genoemd. Op 4 mei 1591 reist baljuw Melchior Willemszn. van Welhouck, af naar het Hof van Holland om een kopie op te halen van de bekentenis van Theunen. De baljuw zal deze bekentenis ook gebruiken in de andere toverijprocessen die op dat moment gaande zijn in Schiedam.
Op 3 maart 1592, ruim een jaar later, is in het archiefstuk uit het Gemeentearchief Schiedam te lezen dat er een scherprechter naar Schiedam zal komen om twee mensen te ondervragen die verdacht worden van dievery. Ook wordt de naam van Theunen genoemd. Waarschijnlijk omdat zij dan nog steeds gevangen zit in Schiedam. Toch besluit de officier dat Theunen niet door de scherprechter ondervraagd hoeft te worden.
Een scherprechter werd ingezet als verdachten gemarteld moesten worden om een bekentenis te krijgen. De beslissing van de officier om Theunen niet te martelen heeft waarschijnlijk met haar hoge leeftijd en zwakke gezondheid te maken. Toch zal Theunen nog 8 maanden gevangen gehouden worden. De zaak van Theunen wordt aangehouden omdat men wacht op de uitspraak van de Hoge Raad in de zaken van Neeltgen Andries en Marytje Arendsdr.

## Overlijden
In november 1592 overlijdt Theunen. Niet in gevangenschap, de baljuw heeft Theunen overgedragen aan haar schoonzoons vanwege haar slechte gezondheid. Een week later zal zij in het bijzijn van haar familie overlijden. Omdat Theunen overlijdt voordat er een uitspraak of vrijspraak is geweest in haar zaak, heeft zij geen recht op een christelijke begrafenis. Theunen wordt begraven op het Galgenveld van Schiedam.